# Killer : Journal d'un assassin
Pour les articles homonymes, voir Killer.
Pour plus de détails, voir Fiche technique et Distribution.
Killer : Journal d'un assassin (Killer: A Journal of Murder) est un film américain réalisé par Tim Metcalfe, sorti en 1996.

## Synopsis
Henry Lesser est un gardien du pénitencier fédéral de Leavenworth, où le quotidien est particulièrement violent. Il se lie d'amitié avec un redoutable tueur en série Carl Panzram. Ce dernier lui propose d'écrire un récit sur sa vie.

## Fiche technique
- Titre : Killer : Journal d'un assassin
- Titre original : Killer: A Journal of Murder
- Réalisation : Tim Metcalfe
- Scénario : Tim Metcalfe d'après le livre de Thomas E. Gaddis et James Long
- Musique : Graeme Revell
- Photographie : Ken Kelsch (en)
- Montage : Richard Gentner
- Production : Mark Levinson & Janet Yang
- Sociétés de production : Breakheart Films, Ixtlan Productions, Ixtlan & Spelling Films
- Société de distribution : Legacy Releasing Corporation
- Pays :  États-Unis
- Langue : Anglais
- Format : Couleur - noir et blanc - Dolby SR - 35 mm - 1.85:1
- Genre : Drame
- Durée : 91 min
- Date de sortie en salles :
  - États-Unis : 6 septembre 1996
- Film interdit aux moins de 12 ans lors de sa sortie en salle.

## Distribution
- James Woods : Carl Panzram
- Robert Sean Leonard : Henry Lesser
- Cara Buono : Ether Lesser
- Steve Forrest : Charles Casey dit « Patate »
- Robert John Burke : R.G. Greiser
- Ellen Greene : Elizabeth Wyatt
- Richard Riehle : Quince
- Harold Gould : Henry Lesser vieux
- John Bedford Lloyd : Dr Karl Menninger
- Jeffrey DeMunn : Sam Lesser
- Lili Taylor : Sally (non créditée)

## Autour du film
- Juste avant le générique de fin, on peut lire que le film est dédié au réalisateur Sam Peckinpah. Cette reconnaissance est due au fait que ce dernier, et particulièrement le film La Horde sauvage, incita Tim Metcalfe à devenir réalisateur à son tour.